# Kościół Najświętszej Marii Panny w Rakowie
Kościół Najświętszej Marii Panny w Rakowie (biał. Касцёл Найсвяцейшай Дзевы Марыі) – rakowski kościół rzymskokatolicki powstały na początku XX wieku położony w pobliżu rzeki Isłocz.

## Opis
Kościół zbudowano w miejscu wzniesionego w 1686 roku kościoła dominikanów p.w. Zesłania Ducha Świętego, który ufundował Hieronim Sangszko i jego żona Konstancja Teodora z Sapiehów Sanguszko. Obecnie istniejącą świątynię zaprojektowano w stylu modnego na początku XX wieku neogotyku – jako materiał budowlany posłużyła nieotynkowana żółta cegła. 18 maja 1904 r. ks. Eustachy Karpowicz poświęcił kamień węgielny pod budowę budynku. Kościół stanął na skraju miasta, niedaleko rzeki Isłocz – w stanie surowym był gotowy już w 1906 roku. Kościół został poświęcony 1 października 1906 roku i uroczyście otwarty 14 października 1906 roku. 
W czasach radzieckich świątynia mieściła magazyn zboża i maszyn rolniczych, zniszczono wówczas kościelne organy oraz pomnik niepoległości znajdujący się przed budynkiem. W 1995 obiekt został zwrócony katolikom. 
Wewnątrz kościoła znajdują się neogotyckie ołtarze. Świątynia jest słynna na całą Mińszczyznę z cudownego obrazu Matki Boskiej z Dzieciątkiem w srebrnych sukienkach i koronach – w okresie Białoruskiej SRR wizerunek był ukrywany poza kościołem.

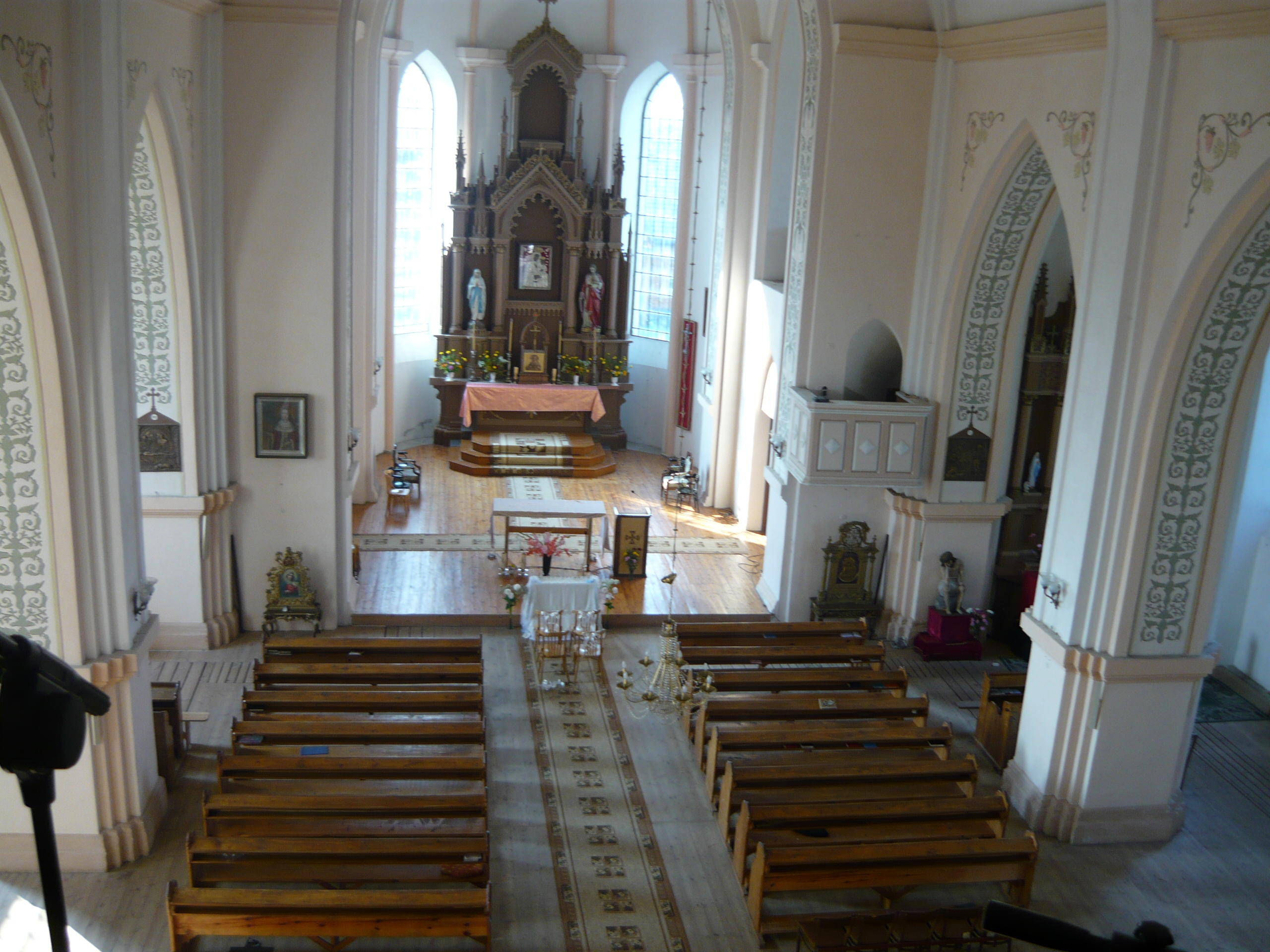
Wnętrze świątyni